# V (minialbum)
V – debiutancki minialbum DZIARMY. Ukazał się w 18 grudnia 2019 roku, znalazło się na nim pięć utworów.

## Lista utworów
| #  | Tytuł        | Czas |
| -- | ------------ | ---- |
| 1. | „Plik”       | 3:54 |
| 2. | „Demony”     | 3:39 |
| 3. | „Zepsuty”    | 2:39 |
| 4. | „Liczi”      | 4:01 |
| 5. | „Bo$$ B!Tch” | 2:50 |